# Bořetín (Stružnice)
Bořetín (něm. Tiefendorf) je malá vesnice, administrativní část obce Stružnice v okrese Česká Lípa. Nachází se asi 3 km na jih od Stružnice. Je zde evidováno 14 adres. Trvale zde k roku 2001 žilo 11 obyvatel.

## Další údaje
Bořetín leží v katastrálním území Stráž u České Lípy o výměře 3,67 km2. Původně šlo o osadu obce Stráž u České Lípy (Schönborn), v letech 1961–1965 byla součástí města Česká Lípa a od 1. ledna 1966 jde o součást Stružnice.

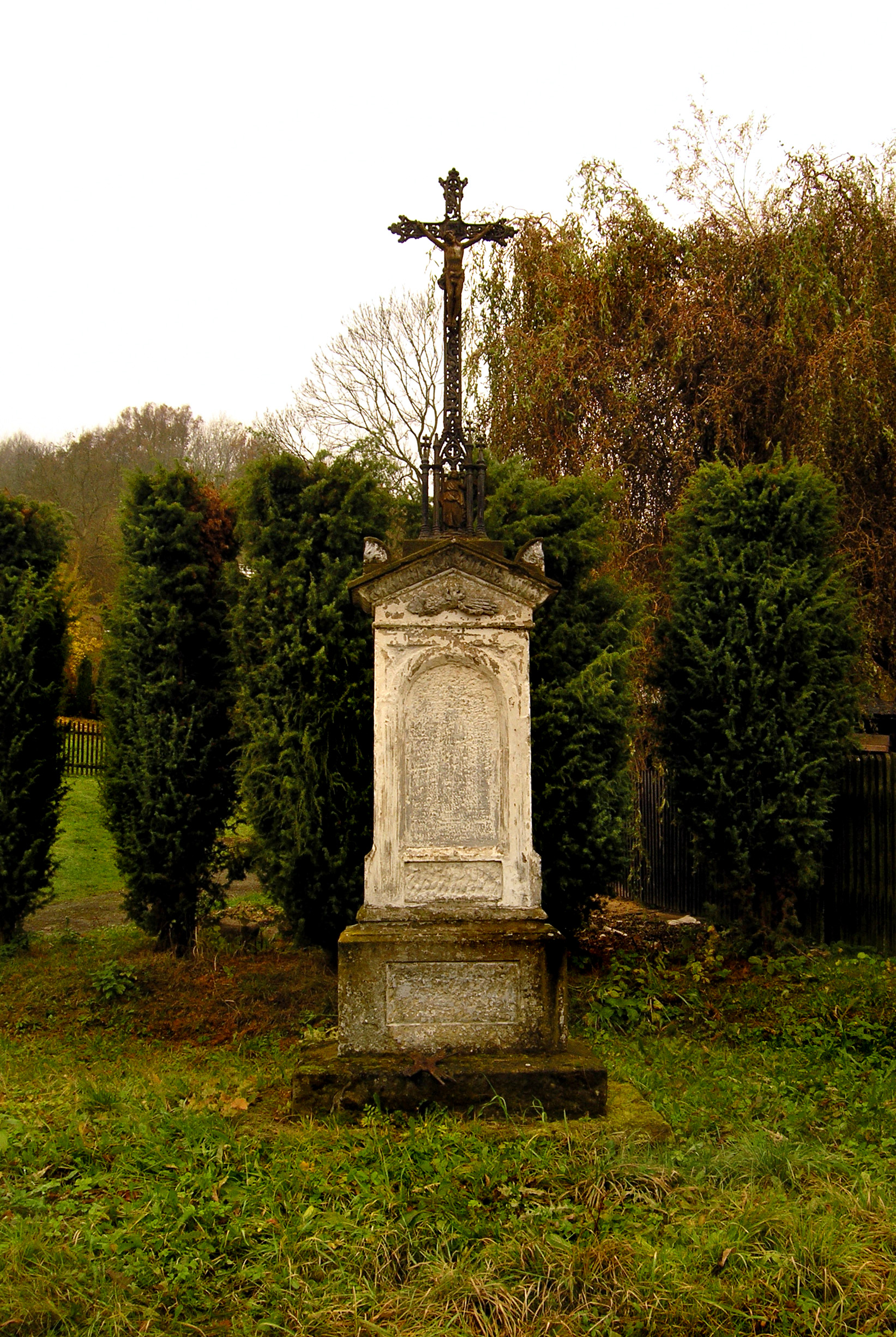
Křížek u silničky

Rozlohou větší než samotná vesnička je velká zahrádkářské kolonie ve svahu nad ní, přes niž sestupuje žlutá turistická trasa od Stvolínek přes vrcholy kopce Kozel a Mnišská hora nad vesničkou. Ves je vysoko na svazích Kozelského hřebene, do České Lípy-Dubice z ní vede 3 km dlouhá silnice. Ze silničky v horní části jsou výhledy do vzdálenosti přes 20 km na západní oblast Ralské pahorkatiny.